# Rödhöna
Rödhöna (Alectoris rufa) är en västeuropeisk hönsfågel i familjen fasanfåglar. Arten är även införd till Irland, Storbritannien, Grekland och Nya Zeeland. Rödhönan är en vanlig fågel, men minskar relativt kraftigt i antal på grund av bland annat jakt och jordbrukets intensifiering. Sedan 2020 listas den därför som nära hotad av internationella naturvårdsunionen IUCN.

## Utseende
Rödhönan tillhör en grupp med närbesläktade och mycket likartade hönsfåglar i släktet Alectoris som avlöser varandra geografiskt, i Europa representerade i övrigt av stenhöna (Alectoris graeca), berghöna (Alectoris chukar) och klipphöna (Alectoris barbara). Alla är 32–36 centimeter långa satta fåglar med ljust ansikte, någon form av ansiktsmask och mörkt halsband. De har även röda fötter, grått bröst, rostbeige buk, lodrätt randiga flanker samt rostfärgade yttre stjärtpennor som kontrasterar mot brungrå rygg och övergump.
De är alla sällskapliga men vaksamma och springer helst undan vid störning. Flykten är låg med snabba vingslag och stela glid.
Rödhöna skiljer sig från sina släktingar på sin lilla vita haklapp inramad av en svart bård som nedåt övergår i svartstreckat bröst. Därtill är bakdelen av halsen brunare.

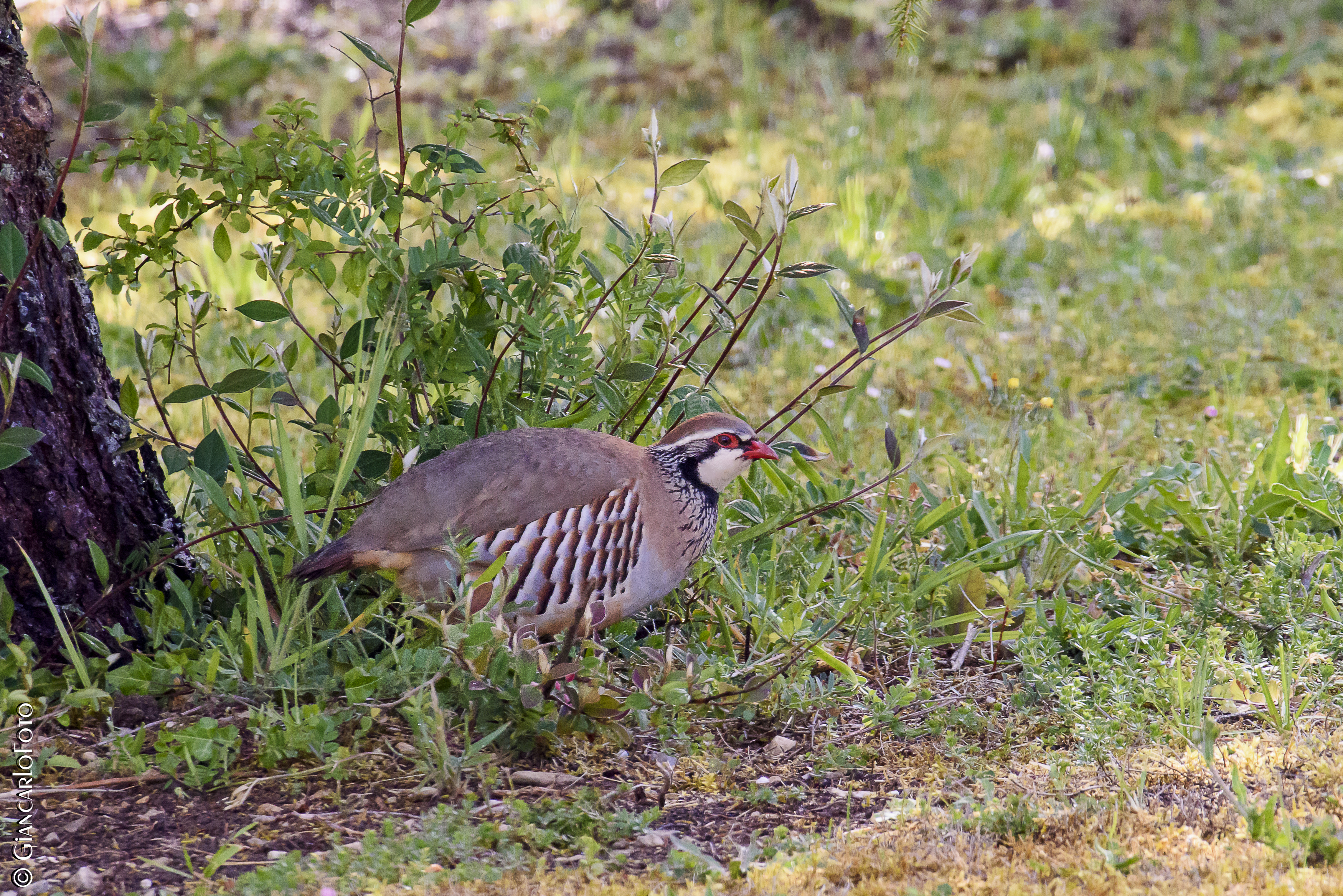

## Läten
Rödhönans läten består av rytmiska hesa ramsor. Revirlätet inleds med skrockande ljud och övergår i en lugn trestavig galopp: "tju tju tju tju ka-tjeh tjeh ka-tjeh tjeh...".

## Utbredning och systematik
Rödhöna är den mest västliga av Alectoris-hönsen och delas in i tre underarter med följande utbredning:
- Alectoris rufa rufa – förekommer i Frankrike, nordvästra Italien, på Elba samt på Korsika
- Alectoris rufa hispanica – förekommer på norra och västra Iberiska halvön
- Alectoris rufa intercedens – förekommer på östra och södra Iberiska halvön och i Balearerna

Rödhönan är stannfågel men bergslevande individer rör sig till lägre nivåer vintertid. Arten är inplanterad i Storbritannien, och det finns även frilevande bestånd i Irland, Algeriet, Grekland och Nya Zeeland. Fynd har gjorts i Sverige,, men det anses inte sannolikt att den nått landet på naturlig väg.

Rödhönans ungefärliga utbredningsområde i lila.

## Ekologi
Rödhönan lever främst på låglandet i olika biotoper som odlingsbygd, hedar, kustängar och i sandig och klippig terräng. Den förekommer ibland även på högre höjd ovan trädgränsen. Den livnär sig av frön, löv och rötter, men även insekter.
Häckningstiden varierar från april till början av maj i Portugal, slutet av april till maj i England och från maj till mitten av juni i Frankrike.

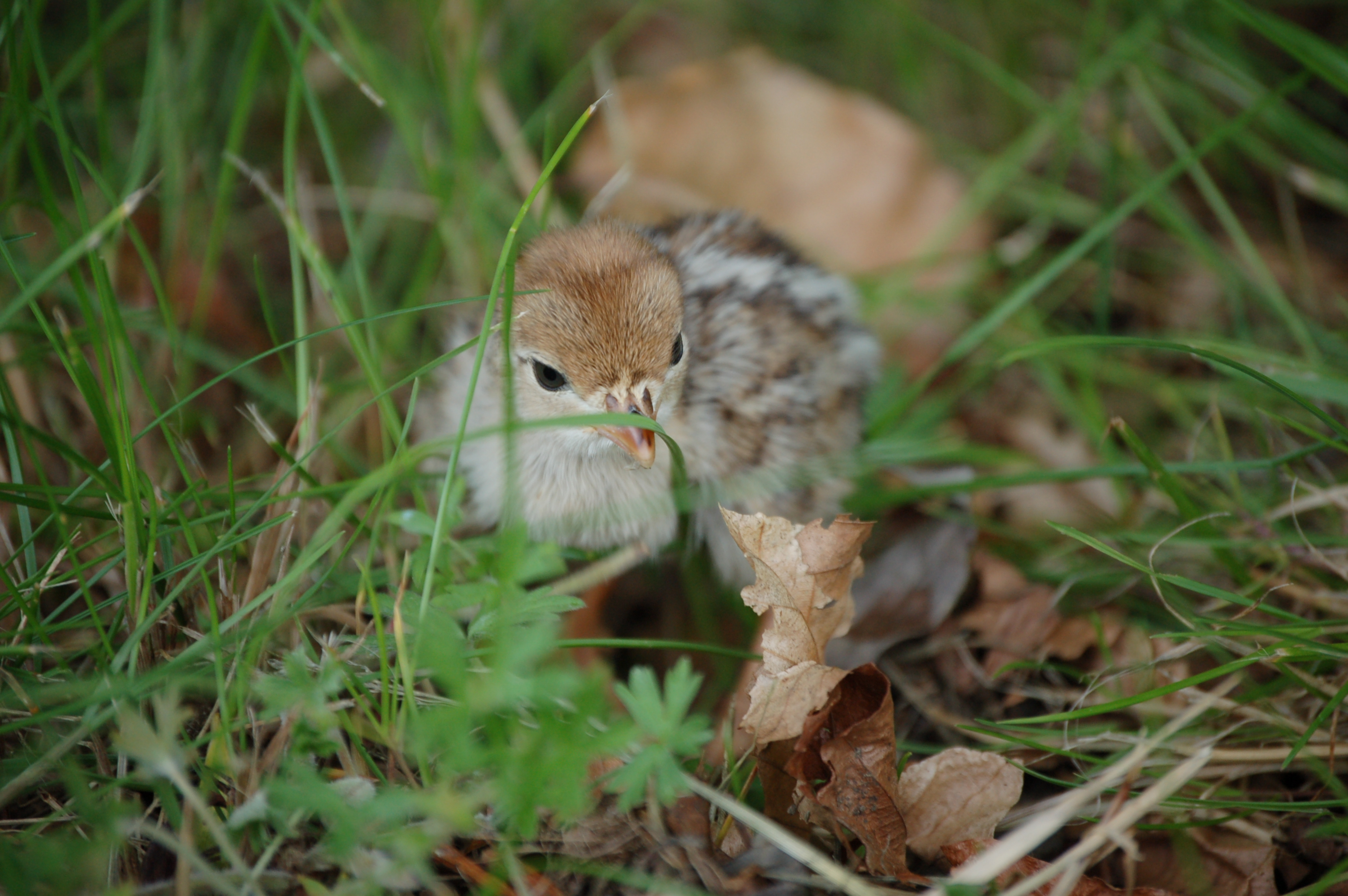
Rödhönekyckling.

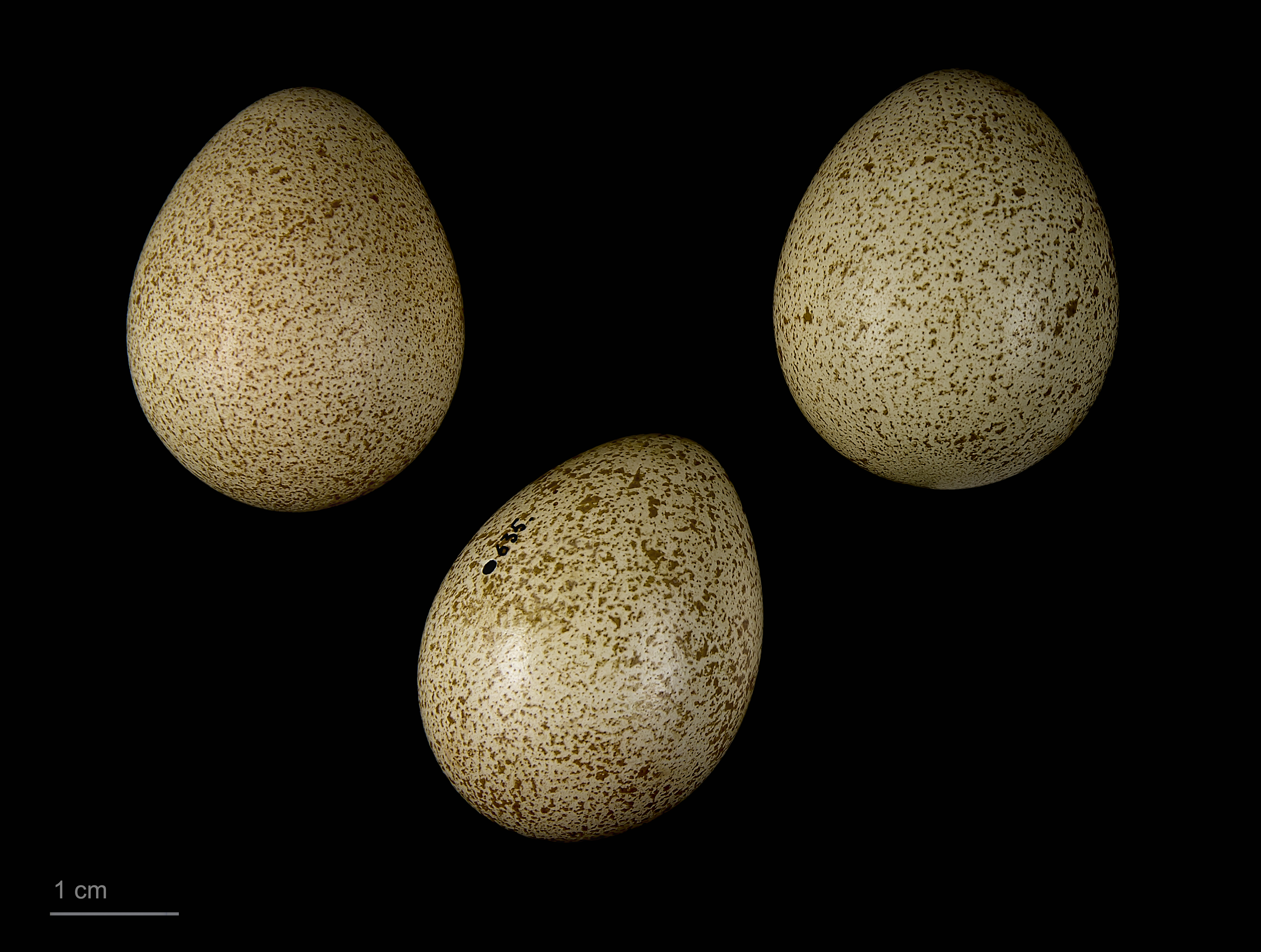
Ägg från rödhöna.

## Status och hot
Arten har ett stort utbredningsområde och en stor population som uppskattas till mellan cirka fem och sju miljoner par. Den minskar dock relativt kraftigt i antal, de senaste tio åren med uppskattningsvis 20–29 %. Arten hotas av jordbrukets intesifiering, omvandling av dess levnadsmiljö, jakt och utsläpp av uppfödda fåglar, varav många är hybrider mellan berghöna och rödhöna. Sedan 2020 är den därför upptagen som nära hotad på internationella naturvårdsunionen IUCN:s röda lista.

## Namn
Rödhönans vetenskapliga artnamn rufa betyder just "röd".